# Kalendarz adwentowy

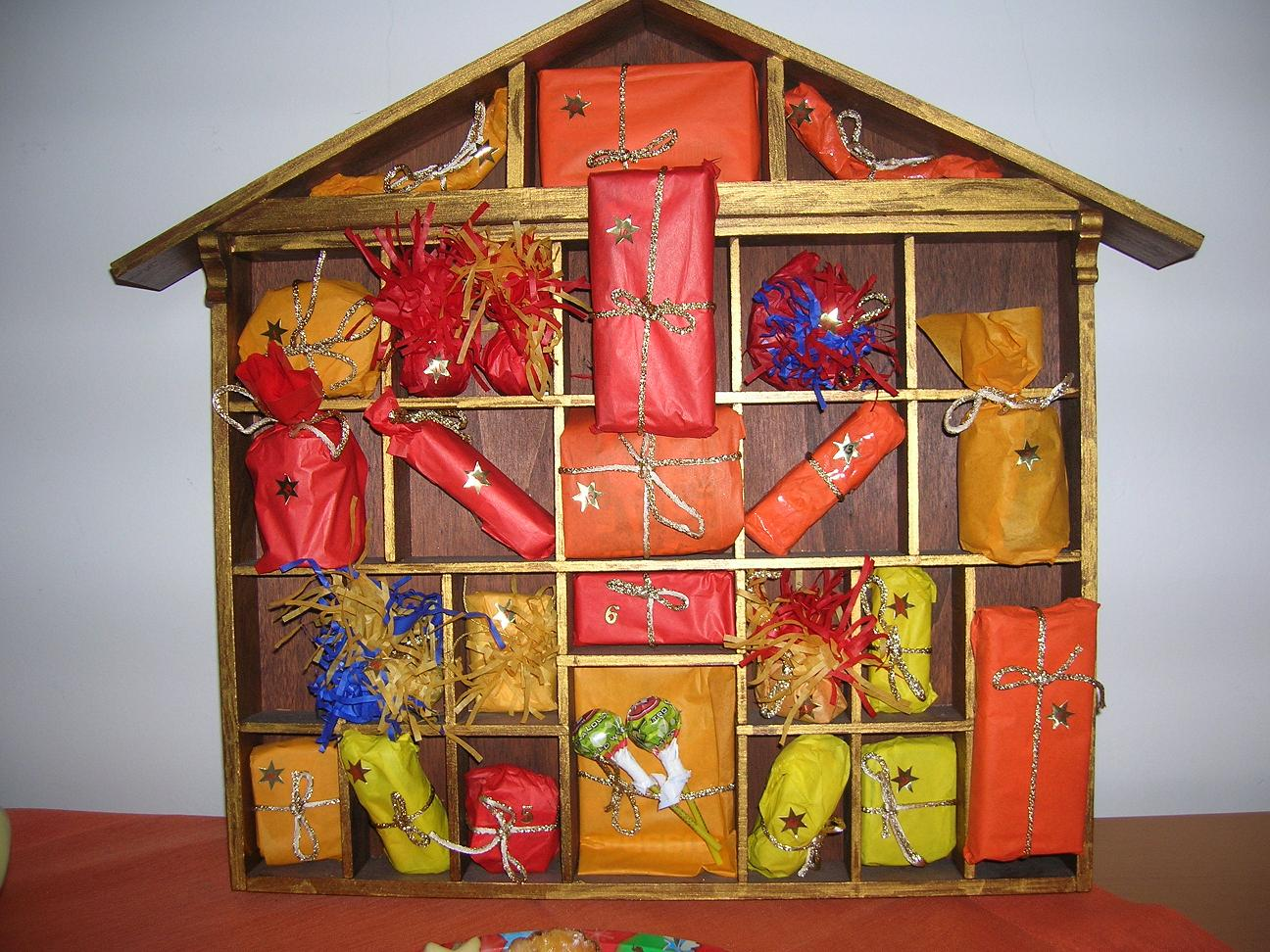
Kalendarz adwentowy z drobnymi prezentami na każdy dzień

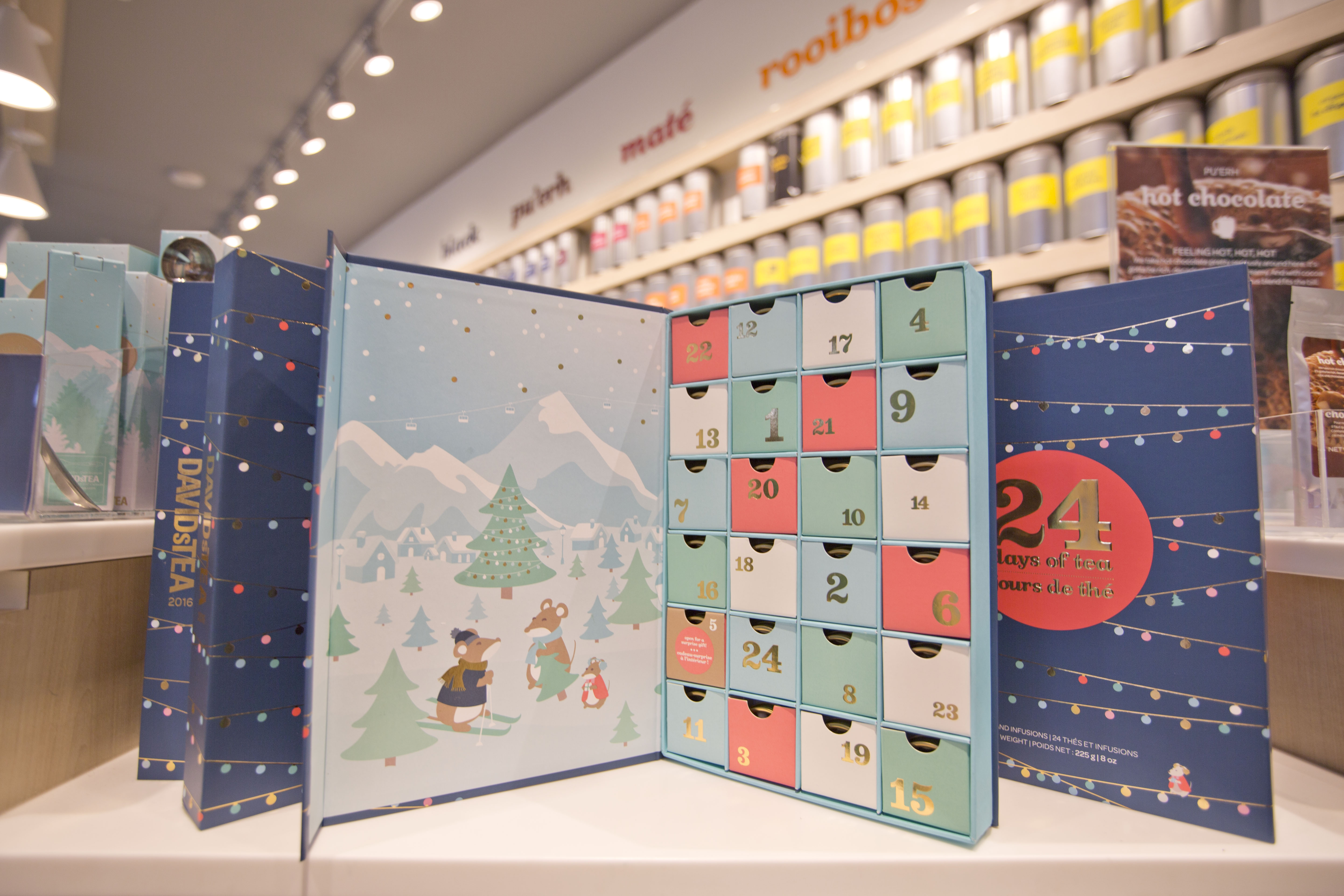
Komercyjny kalendarz adwentowy z różnymi rodzajami herbaty

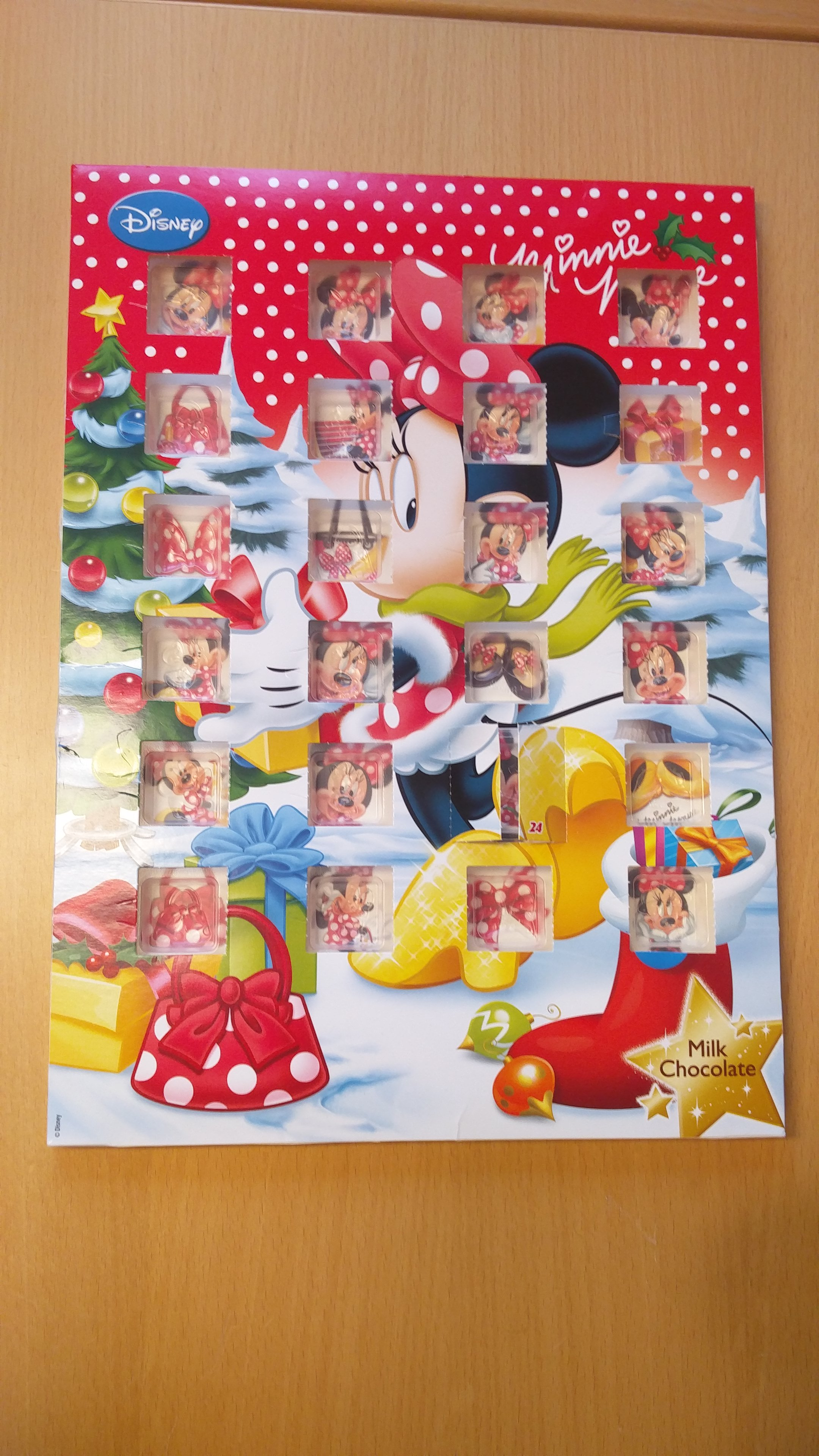
Kalendarz adwentowy z czekoladką ukrytą za każdym okienkiem

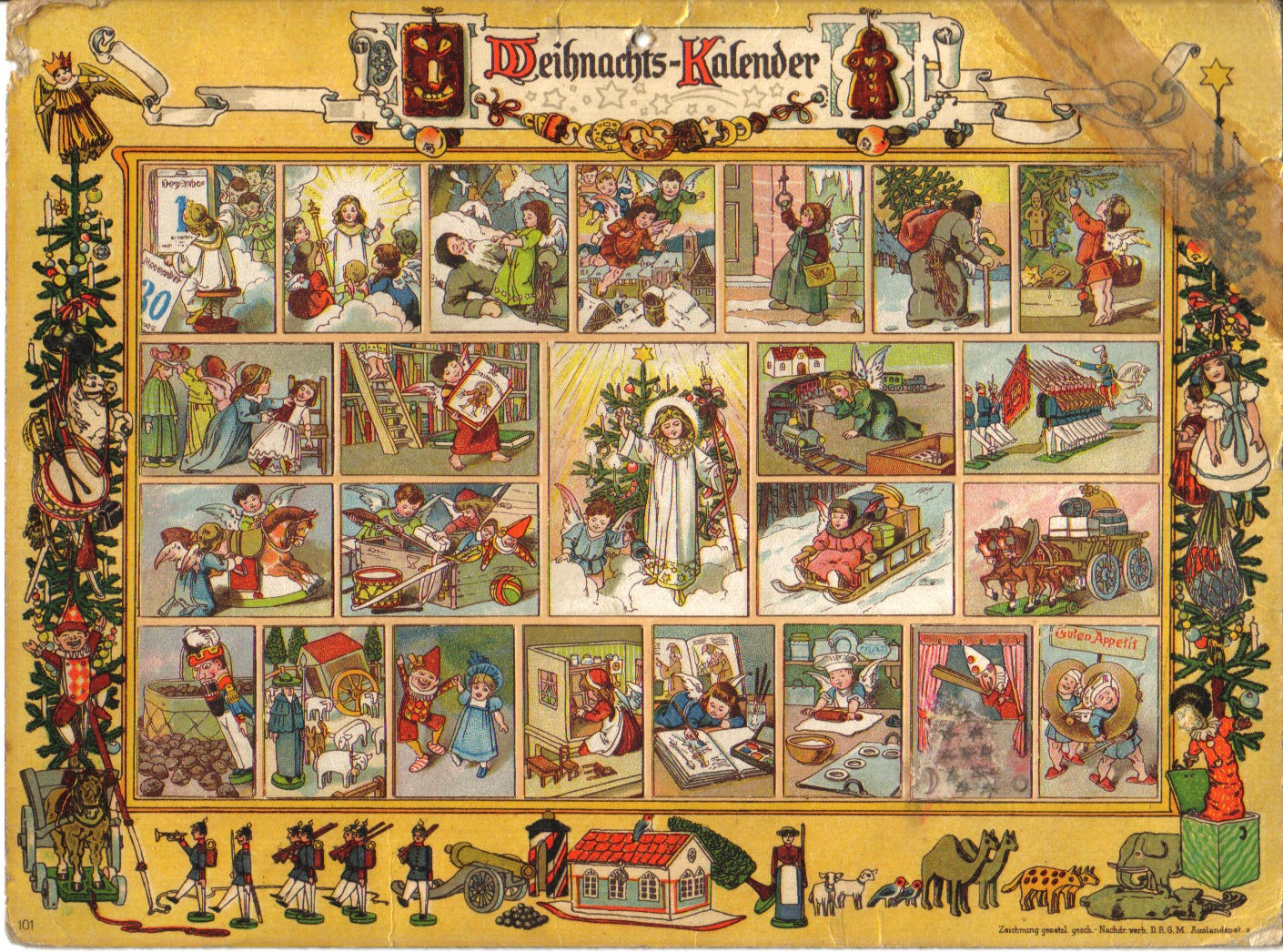
Kalendarz adwentowy z około 1910 roku zaprojektowany przez Ernsta Keplera i Gerharda Langa

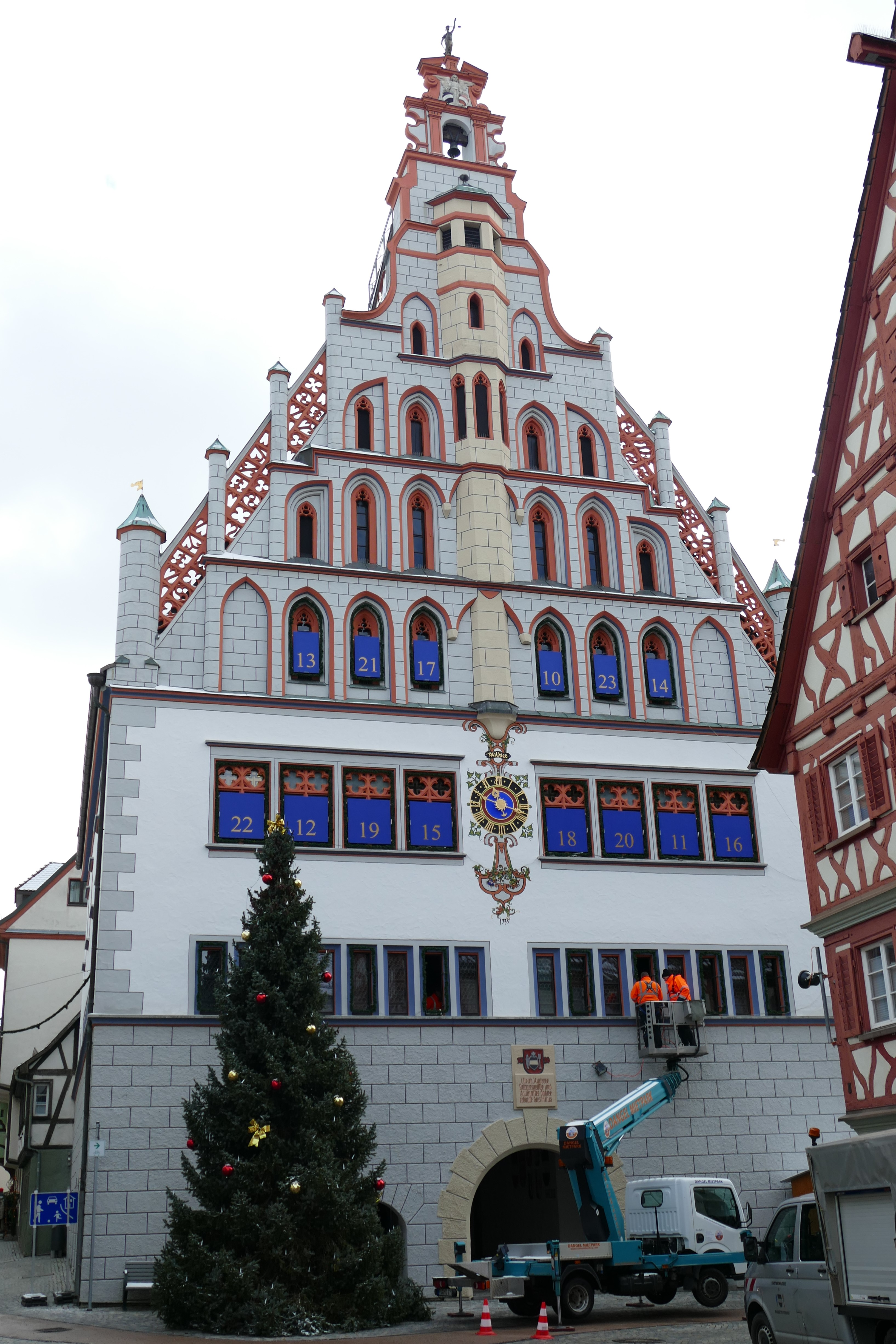
Ratusz w Bad Waldsee przygotowywany jako kalendarz adwentowy

Kalendarz adwentowy – specjalny kalendarz służący do odliczania (zwykle) pierwszych 24 dni grudnia do Bożego Narodzenia; jedna z tradycji adwentowych, szczególnie lubiana przez dzieci. Współczesny komercyjny kalendarz adwentowy może mieć charakter religijny lub świecki. Niektóre kalendarze były drukowane z liczbą dni do odliczania dopasowaną do dni adwentu przypadającego w danym roku i stąd wzięła się jego nazwa.

## Opis
Kalendarz adwentowy składa się z (najczęściej) 24 ponumerowanych okienek lub drzwiczek, za którymi mieści się symbol związany z narodzinami Jezusa, np. ilustracja lub fragment tekstu z Biblii czy czekoladka kształtem przypominająca okres bożonarodzeniowy, mała zabawka, ozdoba choinkowa lub cukierek. Tradycyjnie za 24. drzwiczkami znajduje się przedstawienie Marii, Józefa i Dzieciątka Jezus. Każdego dnia otwiera się tylko jedne drzwiczki. Rola kalendarza adwentowego polega na przypominaniu o zbliżających się świętach oraz o doniosłości narodzin Jezusa, na łączeniu wiary z codziennym życiem. Wygląd kalendarza adwentowego odzwierciedla styl artystyczny charakterystyczny dla okresu, w którym został zaprojektowany.  
Kalendarze adwentowe mogą być dwu- lub trójwymiarowe, do postawienia lub powieszenia, z okienkami (drzwiczkami) do otwierania lub z naklejkami do zdzierania, z obrazkami do przyklejania lub jedynie do oglądania itd.
Współcześnie istnieją różne rodzaje komercyjnych kalendarzy adwentowych dla dzieci, młodzieży i dorosłych:
- z produktami kosmetycznymi,
- z rodzajami herbaty,
- z piwem,
- z przedmiotem w częściach do samodzielnego złożenia,
- z produktami spożywczymi zdrowotnymi,
- z przyrządami do majsterkowania,
- z gadżetami,
- ze skarpetkami,
- z biżuterią,
- ze słodyczami i zabawkami dla dzieci
- z czekoladką ukrytą za każdym okienkiem,[8]
- z zawieszkami na choinkę,
- z puzzlami,
- z wędlinami,
- ze smakołykami dla zwierzęcych pupili[9]

## Historia
Pomysł kalendarza adwentowego pochodzi z Niemiec, z kręgów protestanckich. Pierwszy taki kalendarz powstał w 1839 roku, a jego pomysłodawcą był prowadzący w Hamburgu przytułek dla sierot pastor ks. Johann Hinrich Wichern. Wywodzi się od wieńca, w którym zamiast świec umieszczano 24 małe woreczki z drobnymi niespodziankami, oraz starego zwyczaju oznaczania kredą dnia 1 grudnia na drzwiach i kontynuowania dodawania kresek aż do 25, aby wiedzieć, kiedy nadszedł dzień świętowania narodzin Jezusa, w czasach, gdy większość ludzi była niepiśmienna i nie miała dostępu do kalendarzy. 
Wzmianka o kalendarzu adwentowym, zrobionym ręcznie, znalazła się w książce dla dzieci autorstwa Elise Averdieck z 1851 roku, lecz historia tego typu kalendarza jest znacznie starsza niż wskazywałyby zachowane materiały archiwalne.
Za pierwsze drukowane kalendarze adwentowe uznaje się te pochodzące z 1902 roku z Hamburga albo te wydrukowane dopiero w 1908 roku w Monachium. Kalendarz adwentowy z 1902 roku nie był kalendarzem adwentowym o wyglądzie znanym współcześnie, albowiem miał formę zegara. W Monachium około 1903 roku wydrukowany kalendarz adwentowy zawierał 24 obrazki do wycięcia oraz specjalny arkusz z okienkami do naklejania. Za pomysłodawcę kalendarza ze słodkościami uważa się Gerharda Langa (1881-1974), a konkretnie jego mamę. Później jako dorosły człowiek zapoczątkował produkcję kalendarzy adwentowych w formie pudełek wypełnionych słodkimi podarkami.
Zanim przyjęła się nazwa kalendarz adwentowy, w użyciu były inne nazwy na określenie tego typu kalendarza. Najpierw funkcjonowało określenie „kalendarz mikołajkowy”, gdyż był wręczany 6 grudnia, a następnie nazwa „kalendarz bożonarodzeniowy”, w którym odliczanie rozpoczynało się 1 grudnia. Niektóre kalendarze zawierały dni do odliczania, odpowiadające dniom, w które w danym roku przypadał adwent i dlatego były nazywane adwentowymi. Ostatnia nazwa ostatecznie przyjęła się.
Początkowo kalendarze adwentowe były drukowane w Niemczech w ograniczonym nakładzie. I wojna światowa zahamowała proces ich popularyzowania. Zainteresowanie nimi wzrosło po 1920 roku. Zaczęto też produkować je w różnych stylach, rozmiarach i cenach, a około 1926 roku po raz pierwszy dodano do kalendarza adwentowego kawałki czekolady. Pod koniec lat 30. XX wieku rozpowszechniały je różne domy wydawnicze. W czasie II wojny światowej tylko jeden wydawca posiadał pozwolenie na drukowanie kalendarzy adwentowych zgodnych z obowiązującą ideologią narodowego socjalizmu i pod zmienioną nazwą. Po zakończeniu wojny wznowiono ich produkcję. Wkrótce niemiecka tradycja używania kalendarza adwentowego do odliczania dni przed Bożym Narodzeniem objęła swoim zasięgiem inne kraje Europy i Stany Zjednoczone. To za sprawą amerykańskich żołnierzy, którzy wysyłali do Stanów Zjednoczonych niemieckie kalendarze po 1945 roku.